# أو تشوليانغ
أو تشوليانغ (بالصينية: 区楚良) (مواليد 26 أغسطس 1968) هو لاعب كرة قدم. يلعب مع منتخب الصين لكرة القدم. سبق له أن لعب في كأس العالم لكرة القدم مع منتخب بلاده.

## روابط خارجية
- أو تشوليانغ على موقع الاتحاد الدولي (مؤرشف)  (الإنجليزية)
- أو تشوليانغ على موقع قاعدة بيانات كرة القدم.إي يو (الإنجليزية)
- أو تشوليانغ على موقع ناشيونال فوتبول تيمز (الإنجليزية)
- أو تشوليانغ على موقع اللجنة الأولمبية الصينية (الإنجليزية)